# Jorge R. Gutiérrez
Jorge R. Gutiérrez (Ciudad de México; 25 de enero de 1975) es un animador, pintor, escritor, artista de guion gráfico, y director mexicano que creó la serie animada El Tigre: las aventuras de Manny Rivera, emitida por Nickelodeon. Dirigió también la película animada The Book of Life, participó en la película mexicana Guardianes de Oz y estrenó en Netflix la miniserie animada Maya y los tres.

## Biografía

### Primeros años
Criado en Tijuana, Gutiérrez ha completado varias películas, caricaturas, ilustraciones y pinturas explorando su historia del amor con el pop y la cultura mexicana popular.
Gutiérrez asistió al Instituto de las Artes de California, donde recibió su BFA y MFA en la animación experimental en Jules Egel. Allí creó el corto en 3D "Carmelo", que ganó el Premio Emmy del 2001 de los estudiantes en la animación y fue proyectado en los varios festivales alrededor del mundo, incluyendo a los emergentes del Programa Kodak de los cineastas en el Festival de Cine de Cannes de 2001. En el año 2000, Gutiérrez trabajó en la leyenda de la animación Maurice Noble, de la dirección artística de Chuck Jones del Timberwolf para la Warner Bros.. En 2001, comenzó con la creación de la serie web animada "El Macho" de Sony Pictures.

### Carrera
Gutiérrez también ha hecho el diseño de los personajes en la serie animada de Nickelodeon, incluyendo muchos de ChalkZone, así como en Mucha Lucha, y de Disney. Fue nominado a un Premio Annie del 2006 en el diseño de los personajes de The buzz of Maggie . Como escritor, ha trabajado en la serie animada de Maya y Miguel en Scholastic, así como la de Disney de Brandy & Mr. Whiskers.
Gutiérrez junto con su esposa Sandra Equihua ganaron dos premios Annie a la mejor serie de la televisión animada de la televisión y al Mejor Diseño de los personajes, así como un Premio Emmy al Mejor Diseño de los personajes de la televisión por trabajar en su proyecto de la pasión para Nickelodeon, El Tigre: las aventuras de Manny Rivera.
En el 2014, dirigió la película The Book of Life, producida por Guillermo del Toro por la que obtuvo cinco nominaciones a los premios Annie. Ganó uno en la categoría Mejor diseño de personajes junto a Equihua.
Diseñó los personajes de la película Guardianes de Oz del 2015, según su propia idea original.
En el 2021 estrenó Maya y los tres (miniserie) para la plataforma de streaming Netflix